# 馬其頓 (伊利諾伊州)
馬其頓（英語：Macedonia）是位於美國伊利諾伊州富蘭克林縣和漢密爾頓縣的一個村落。

## 地理
馬其頓的座標為38°03′14″N 88°42′11″W / 38.05389°N 88.70306°W，而該地最高點為海拔高度162米（即532英尺）。

## 人口
根據2010年美國人口普查的數據，馬其頓的面積為0.70平方千米，當中陸地面積為0.69平方千米，而水域面積為0.01平方千米。當地共有人口63人，而人口密度為每平方千米90人。